# Alex (football, mars 1982)
Pour les articles homonymes, voir Alex.
Alexandre Raphael Meschini dit Alex, né le 25 mars 1982 à Cornélio Procópio, est un footballeur international brésilien.

## Biographie
Lors de la Copa Sudamericana 2008 remportée par l'Internacional Porto Alegre, il termine co-meilleur buteur avec son coéquipier Nilmar, avec cinq réalisations.
En février 2009, après quatre ans passés à l'Internacional Porto Alegre, il rejoint le FK Spartak Moscou pour cinq millions d'euros.
Le 14 octobre 2009, il honore sa première sélection avec l'équipe du Brésil pour affronter le Venezuela, lors des éliminatoires de la coupe du monde : Zone Amérique du Sud. Titulaire, il est remplacé à la 75e minute du match par Filipe Luís Kasmirski, la Seleção sera tenue en échec 0-0.
À l'issue de la saison 2010 avec le Spartak Moscou, il est sacré meilleur passeur du championnat de Russie avec onze passes décisives réalisées en vingt-deux rencontres.

## Palmarès
- Internacional Porto Alegre[1]
  - Championnat du Rio Grande do Sul de football : 2005, 2008
  - Copa Libertadores : 2006
  - Coupe du monde des clubs de la FIFA : 2006
  - Recopa Sudamericana : 2007
  - Copa Sudamericana : 2008

- SC Corinthians
  - Championnat du Brésil de football : 2011
  - Copa Libertadores : 2012

### Distinctions personnelles
- Internacional Porto Alegre[1]
  - Meilleur buteur de la Copa Sudamericana 2008

- Spartak Moscou[4]
  - Meilleur passeur du Championnat de Russie de football 2010